# Oybek Tursunov
Oybek Tursunov (em usbeque:  Oybek Botirovich Tursunov) é um empresário e funcionário do governo uzbeque. Tursunov é casado com Saida Mirziyoyeva, filha mais velha do atual presidente do Uzbequistão, Shavkat Mirziyoyev. Depois que Mirziyoyev foi nomeado presidente em 2017, Tursunov assumiu o cargo de Vice-Chefe da Administração Presidencial. Ele também é conhecido por ter gerenciado o sistema nacional de pagamentos do Uzbequistão, Uzcard , e foi o acionista controlador do Kapitalbank, um dos maiores bancos privados do país.

## Biografia
Oybek Tursunov nasceu na família de Batyr Tursunov, que serviu na KGB durante a era soviética. Após a independência do Uzbequistão, Batyr Tursunov tornou-se uma das figuras mais influentes do aparato de segurança do país. No final da década de 1990, ele até liderou a Diretorado Principal para o Combate ao Terrorismo e ao Extremismo do Ministério de Assuntos Internos do Uzbequistão.
Durante a presidência de Islam Karimov, a família Tursunov já tinha desempenhado um papel significativo na arena política do país. A família solidificou a sua posição através do casamento do filho com Saida Mirziyoyeva, a filha mais velha do então primeiro-ministro do Uzbequistão, Shavkat Mirziyoyev. Segundo a Radio Free Europe/Radio Liberty, Oybek Tursunov viveu algum tempo em Moscou, onde representou a empresa ferroviária nacional Ferrovias Uzbeques. A sua mudança para a Rússia pode ter sido causada por um conflito com um grupo criminoso em Tashkent. Em 2005, após o massacre de Andijan, Batyr Tursunov perdeu a sua influência no Ministério dos Assuntos Internos, mas mais tarde foi nomeado chefe do Gabinete Central Nacional da Interpol.
Tal como o restante da família de Shavkat Mirziyoyev, Oybek Tursunov apareceu pela primeira vez em público no dia da eleição presidencial no Uzbequistão, em 4 de dezembro de 2016.

### Serviço governamental
Logo após a posse presidencial, Shavkat Mirziyoyev nomeou familiares próximos para postos importantes no governo. Saida Mirziyoyeva tornou-se vice-diretora da Agência de Informação e Comunicações de Massa da Administração Presidencial. O pai de Oybek Tursunov, Batyr Tursunov, tornou-se primeiro chefe da Guarda Nacional do Uzbequistão e mais tarde, em 2020, assumiu a liderança do Serviço de Segurança Estatal. O irmão de Oybek, Ulukbek Tursunov, assumiu o cargo de vice-chefe do Departamento de Polícia da Cidade de Tashkent.
Oybek Tursunov foi nomeado Vice-Chefe da Administração Presidencial. Fontes próximas do aparato estatal afirmaram que, já em 2017, Tursunov já funcionava como o principal chefe da Administração Presidencial. Naquele ano, foi responsável pela construção de uma nova residência presidencial no assentamento de Baytkurgan, perto de Tashkent. Para este efeito, dezenas de casas ao longo das margens do rio Chirchiq foram demolidas, enquanto algumas ruas foram alargadas artificialmente. Com base nos vazamentos de dados de compras estatais, foi estabelecido que, em 2018, Tursunov ocupou o cargo de Diretor Geral da Diretoria de Residências do Estado do Departamento de Assuntos de Administração Presidencial.

### Negócios
Apesar do baixo perfil público de Tursunov, a Radio Free Europe/Radio Liberty considera-o um dos empresários mais influentes do Uzbequistão. Em 2023, após a ascensão de Shavkat Mirziyoyev ao poder, Tursunov fundou pelo menos nove empresas e adquiriu o controle sobre imóveis valiosos em Tashkent e outras regiões do Uzbequistão. Há evidências de que, após inúmeras inspeções, o maior mercado atacadista do Uzbequistão, Abu Sahiy, que anteriormente era propriedade de Timur Tillyaev, genro de Islam Karimov, foi adquirido por Tursunov e outro genro do atual presidente, Otabek Umarov.
Em maio de 2020, Oybek Tursunov adquiriu uma participação de 75% na empresa que opera o sistema de pagamentos interbancários conhecido como Uzcard, sendo os restantes 25% das ações retidos pela própria empresa. Uzcard é o sistema nacional de pagamentos do Uzbequistão. O acordo coincidiu com a decisão do governo de transferir as contribuições previdenciárias do sistema de pagamentos Humo do Banco Narodny do Uzbequistão para os cartões Uzcard. No entanto, apenas alguns meses depois, Tursunov transferiu a sua participação para cinco bancos nacionais do Uzbequistão, que rapidamente entregaram as suas ações da Uzcard à Agência Estatal de Gestão de Ativos (UzSAMA).
Em 2019, a empresa Promadik Invest, na qual a participação de Tursunov representava 93,4%, adquiriu 35% das ações do Kapitalbank. Em novembro de 2021, Tursunov aumentou sua participação no capital autorizado do banco para 50%. Em janeiro de 2022, Tursunov vendeu parte de suas ações para a Telekominvest, subsidiária do conglomerado de Alisher Usmanov. Depois disso, Tursunov foi removido da lista de pessoas afiliadas do Kapitalbank. Em março de 2022, vendeu as suas ações na Telekominvest e na Finance TCI a associados de longa data e antigos gestores de topo da sua holding, Irina Lupicheva e Boris Dobrodeev. Supostamente, no final de 2022, Tursunov vendeu ações do banco na bolsa de valores através do Finance TCI. De acordo com o Banco Central do Uzbequistão, em 1 de fevereiro de 2023, o Kapitalbank era o maior banco privado do país em tamanho de ativos e o sétimo maior entre todos os bancos do Uzbequistão em termos de ativos.